# Within Temptation
Within Temptation es una banda neerlandesa de metal sinfónico y alternativo formada en abril del año 1996 por la cantante neerlandesa Sharon den Adel y el guitarrista Robert Westerholt. Su estilo ha evolucionado desde el doom metal, el metal celta, el metal gótico, entre otros, hasta el metal sinfónico/rock sinfónico como ellos mismos han declarado. Aunque el grupo sigue siendo a menudo clasificado como gótico, la vocalista Sharon den Adel declaró en una entrevista que no consideraba a la banda como gótica.
A través de sus más de 25 años de actividad, Within Temptation ha tenido gran cantidad de miembros oficiales, siendo Jeroen van Veen, Sharon den Adel y Robert Westerholt los únicos permanentes y los dos compositores. Westerholt ha participado en la mayoría de los discos y tours, pero a partir de la gira de 2011 decidió no acompañar a la banda en las giras para dedicarse al cuidado de su hijo con den Adel, realizando solo trabajos de estudio. 
En 1997 Within Temptation publicó su primer álbum Enter, con la discográfica DSFA Records. Para los años siguientes la banda abandonó el sonido gutural porque Robert Westerholt estaba empezando a tener problemas en su voz. En el año 2001 fueron conocidos por el público en general, con el sencillo «Ice Queen» del álbum Mother Earth, el cual alcanzó el segundo puesto en la lista holandesa. Desde entonces la banda ganó el Conamus Exportprijs cuatro años seguidos. En 2004 publicaron The Silent Force; en 2007 The Heart of Everything, el cual fue el último disco del baterista Stephen van Haestregt; The Unforgiving en 2011, junto a una serie de cómics y cortometrajes que abarcaron una historia;e Hydra en 2014. El álbum cuenta con las apariciones de Tarja Turunen, Howard Jones de Killswitch Engage, Dave Pirner de Soul Asylum y el rapero Xzibit. Su séptimo álbum de estudio, Resist, se publicó en febrero de 2019 e incorporó influencias de otros estilos musicales como el industrial y el EDM. Bleed Out, su último trabajo de estudio, salió a la venta el 20 de octubre de 2023, y contiene influencias del metalcore y el djent, además de guiños a sus inclinaciones iniciales por el metal gótico.
La banda ha lanzado siete álbumes de estudio, tres extended plays, tres álbumes en vivo, veintiún sencillos y veintidós vídeos musicales. Vendieron más de 3 millones de álbumes en todo el mundo, alcanzando el disco de platino en los Países Bajos, Bélgica y Alemania. Los álbumes de la banda están disponibles en 48 países y han sido los artistas neerlandeses más vendidos durante cuatro años consecutivos.

## Historia

### Formación y Primeros Lanzamientos (1997–1999)
Antes de la creación de Within Temptation, el actual guitarrista, Robert Westerholt, formaba parte de un grupo llamado The Circle, que posteriormente cambió su nombre a Voyage. Ellos lanzaron un CD llamado Embrace, que contenía un tema («Frozen») que contaba con la participación de Sharon den Adel. En 1996, por razones desconocidas, Voyage se disolvió. Ese mismo año Robert formó con Sharon una nueva banda, a la que dieron el nombre de Within Temptation. Algunos de los miembros de Voyage participaron de esta nueva agrupación.
Within Temptation se dio a conocer en 1996, solo dos meses después de su lanzamiento la banda firmó un contrato con DSFA Records. En abril del siguiente año publicaron su primer álbum, Enter, clasificado como gothic metal, con toques de black, death y doom metal (si bien en 1996 habían publicado un casete, llamado también Enter, en el cual aparecían 4 canciones del disco pero en versiones diferentes). El álbum contó con voces guturales, un poco de coros e instrumentos de distinto tipo. El gran uso de sintetizadores hacía de Enter un álbum con una atmósfera oscura, y la mezcla entre la voz femenina y gutural daba un clima aún más «terrorífico». Las letras tenían un punto de temática fantástica con temas como el amor, la magia oscura o la muerte. Enter tuvo un éxito considerable en Europa y en noviembre se embarcaron en una gira por Alemania y Austria. Su único sencillo promocional fue «Restless». Fueron invitados en dos ocasiones al Festival de Dynamo en 1997 y 1998. En este último año publicaron su primer EP, The Dance, que aún continuaba la línea de Enter, pero con un toque más gótico y enérgico. Permanecieron inactivos durante todo el año de 1999 para que los miembros de la banda pudieran finalizar sus estudios.

### Mother Earthy avance nacional (2000–2004)

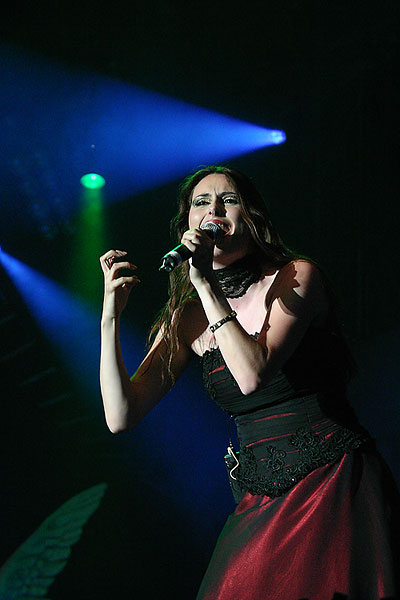
Sharon den Adel, cantando en el festival de M'era Luna.

En diciembre de 2000 publicaron un nuevo disco, Mother Earth, con el cual partieron a un rumbo totalmente distinto, se desplazaron del Doom Metal directamente al Metal Sinfónico y melódico, tomaron sonidos más melodiosos y rítmicos, apartaron y dejaron de lado las voces guturales (ya que Robert Westerholt comenzó a tener problemas con su voz), decidiendo así dejar las vocales totalmente a cargo de Sharon den Adel. La temática y sentimiento de las canciones dejó la influencia oscura y triste de Enter para adecuarse a un clima más innovador y comercial. Como sugiere el nombre del disco, muchas letras tratan temáticas como la tierra, la naturaleza, el calentamiento global o historias fantásticas o mágicas. Las baladas contenían temas con más ternura y mucho menos depresivos y tristes. Mother Earth fue un disco de gran éxito en la escena del metal sinfónico, e hizo aumentar en gran cantidad el número de sus admiradores, lo que les llevó a una serie de exitosas giras con grandes conciertos llenos, como en México en el año 2001. Por esta época habían publicado tres sencillos: «Our Farewell», «Ice Queen» y «Mother Earth», todos con sus respectivos vídeos exceptuando a «Our Farewell».
En 2002 el sencillo «Ice Queen» se posicionó en el número uno en las listas de ventas de los Países Bajos y Bélgica. Mother Earth llegó a ser platino en los Países Bajos y disco de oro en Bélgica. En ambos países recibieron el premio TMF/MTV Awards. El grupo tocó en grandes festivales en el Benelux (Ozzfest, Lowlands, Dynamo, Rock Werchter, Pukkelpop, Parkpop), así como en Alemania (Rock im Park, Bizarre, Summerbreeze). En Francia, Within Temptation hizo una gira por todas las ciudades importantes (París, Lyon, Lille, Burdeos) vendiendo todas las localidades. Martijn Spierenburg arriba como nuevo tecladista y Stephen van Haestregt como nuevo baterista de la banda.
En el año 2002, lanzaron un DVD llamado Mother Earth y un pequeño concierto en Francia, que se constituía por solo cuatro temas en vivo: «Restless», «Mother Earth», «Ice Queen» y «Caged». En el mismo año, la banda promocionó su primer DVD común, llamado Mother Earth Tour el cual se compone de 2 DVD y un CD. El primer DVD contiene los 3 vídeos musicales «The Dance», «Mother Earth» y «Ice Queen», junto con un extenso concierto en vivo, en distintos lugares o festivales como Pukkelpop o Lowlands. El Segundo DVD contiene distintos Backstages, making of, entrevistas, premios, extras y los créditos. Por último, el CD contiene el mismo concierto en vivo del primer DVD, pero solo en formato de audio. En el año 2003, Within Temptation lanzó un inesperado sencillo, el cual era un cover de Kate Bush, del tema Running Up That Hill. El sencillo fue exitoso, lo que ayudó a la banda a ser nominada a los Edición Awards.

### The Silent Force(2004–2006)

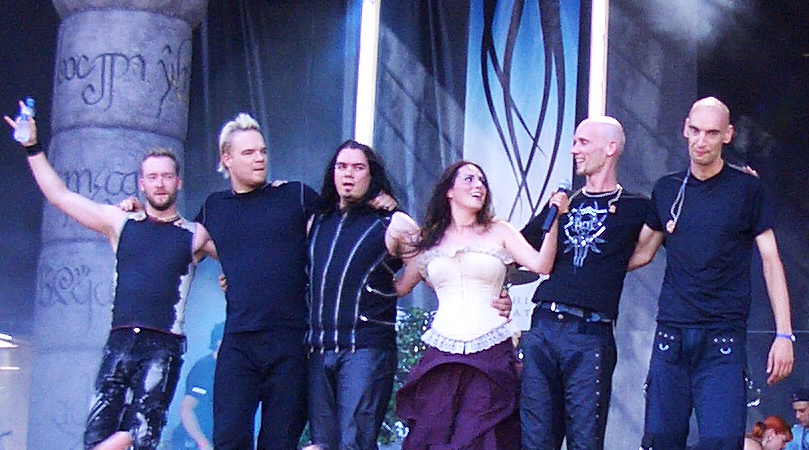
La banda en vivo en un festival de Europa.

Los planes para sacar el tercer álbum de la banda se convirtieron en realidad en 2004, con el lanzamiento de The Silent Force el 15 de noviembre de 2004, en Europa. Fue producido por Daniel Gibson e inmediaamente llegó al puesto uno en los Países Bajos, llegando alto también en otros países de Europa. Para la promoción del álbum la banda hizo una gira internacional en 2005, con fechas en Europa (incluida su primera aparición en un festival en el Reino Unido como cabeza de cartel del festival Bloodstock) y un concierto por primera vez en Dubái. A principios de 2005, el álbum ya había vendido más de 400.000 copias solo en Europa.
«Stand My Ground» y «Memories», los primeros sencillos del álbum, continuaron con el éxito de la banda, que culminó con el segundo puesto en los Premios Edison. El tercer sencillo fue «Angels». La banda también proporcionó algunos temas de la banda sonora de los videojuegos Knights of the Temple: Infernal Crusade publicado en marzo. En enero de 2006, Within Temptation ganó el Premio Pop neerlandés a la «mejor contribución pop neerlandés» y el Premio por Exportación neerlandesa, este último por tercera vez consecutiva. Durante la entrega de premios la banda informó de que estaban ocupados trabajando en su próximo álbum, que sería lanzado durante el otoño de 2007, y que iban a empezar a tocar en festivales a partir de abril, además de ir en una gira internacional a fines de año.

### The Heart of Everythingreconocimiento internacional y primera gira mundial (2007–2010)

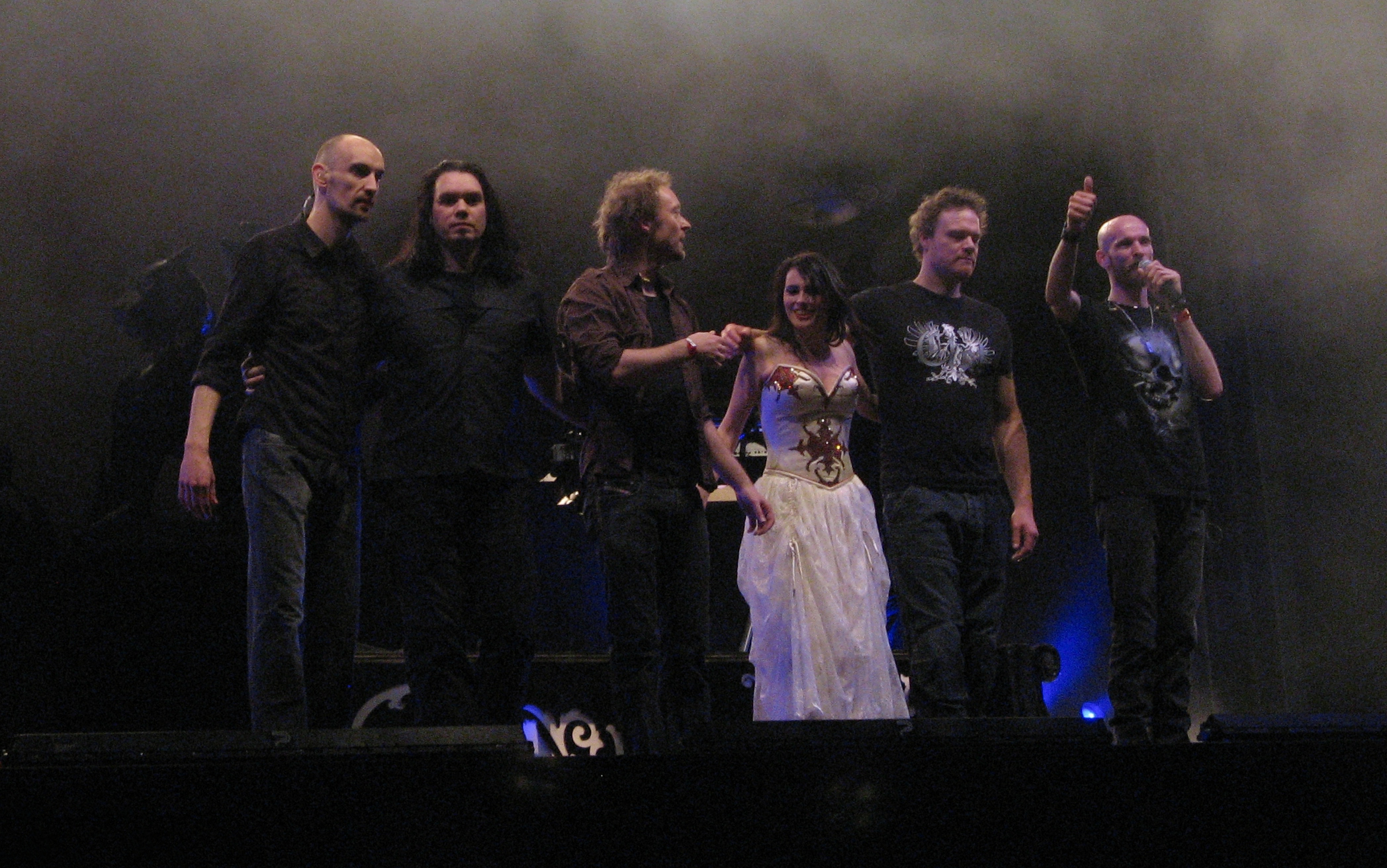
Within Temptation en vivo en el Bevrijdingsfestival, en Groningen, Netherlands 2008.

La composición para el The Heart of Everything comenzó a finales de 2005, y la grabación fue a mediados de 2006. El álbum fue lanzado el 9 de marzo de 2007, en los Países Bajos, y en Estados Unidos el 24 de julio del mismos, las canciones «The Howling» y «Sounds of Freedom», se grabaron como material de promoción para el videojuego Las Crónicas de Spellborn, y el primero de ellos abre el álbum. La lista de canciones completa fue revelada el 10 de enero de 2007. La banda se embarcó en su primera gira por Norteamérica con Lacuna Coil en mayo para promocionar el lanzamiento en dicho país. Roadrunner Records también lanzó una edición limitada del EP llamado The Howling, que sólo estaba disponible en las tiendas Hot Topic, el cual contiene el título de la pista, con canciones populares de su anterior álbum The Silent Force.
En este disco se encuentran temas como «Frozen» o «Our Solemn Hour», que reflejan más madurez en sus canciones. Sharon den Adel, declaró que utilizaron coros, pero los necesarios; también trataron de dar una mejor mezcla entre los instrumentos del grupo y los de la orquesta sinfónica, puesto que en su álbum anterior tuvieron la sensación de que la orquesta había resaltado muy por encima del sonido de la agrupación:

«En The Silent Force nos dimos cuenta de que algunos instrumentos de la banda quedaron más como instrumentos de fondo, por ejemplo las guitarras quedaron en un segundo plano porque le dimos a la orquesta un sonido demasiado alto cuando hicimos todas las mezclas de sonido; y ahora para The Heart of Everything, hemos encontrado un sonido más equilibrado entre la orquesta y la banda en sí».

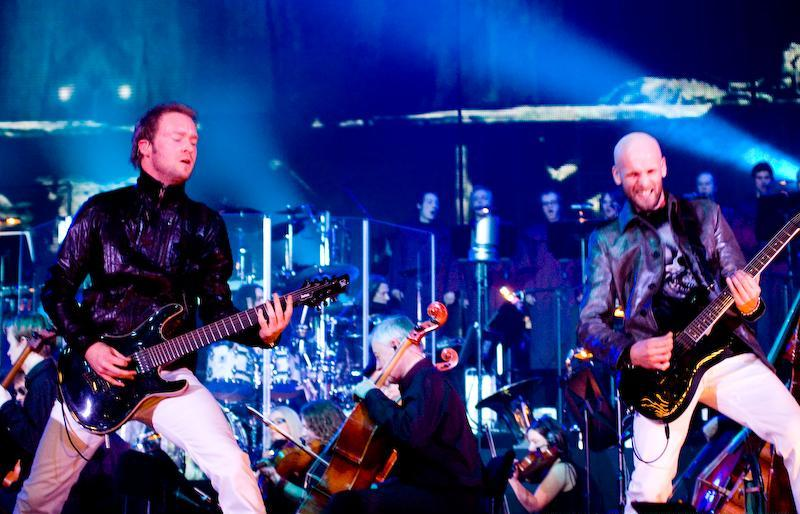
Ruud Jolie y Robert Westerholt, en Ahoy Arena en Róterdam.

Como todos los álbumes anteriores, este tuvo sus sencillos promocionales, siendo el álbum del que más sencillos y vídeos han sacado en toda su carrera discográfica. Los sencillos promocionales fueron «What Have You Done» con Keith Caputo (dos versiones de vídeo, una para Estados Unidos y otra para Reino Unido), «Frozen», «The Howling» (Dos versiones, versión normal, y otra para el videojuego Chronicles of Spellborn) y «All I Need», El álbum debutó en el puesto uno en su país local, alcanzó el número 2 en Bélgica, en Finlandia y el top 10 en ocho países. The Heart of Everything fue certificado oro en Alemania, Bélgica, Rusia y platino en Países Bajos.
Gracias a este álbum, fueron invitados a la Games Convention de Alemania. El 7 de febrero de 2008 lanzaron mundialmente a la venta el DVD Black Symphony junto con la orquesta Metropole. El recital fue filmado y lanzado en DVD en el otoño de ese año, el álbum obtuvo buenas críticas y también fue un éxito comercial. Durante la temporada 2008-2009 el grupo realizó una intensa gira por Sudamérica y Europa, incluyendo una serie de conciertos acústicos que se interrumpió en junio de 2009 debido al nacimiento del segundo hijo de la pareja de Sharon den Adel junto a Robert Westerholt, al que llamaron Robin Aiden. Concluyeron su gira mundial, pero la continuaron con un corto "Theatre Tour" para finalizarla así completamente en 2009, en la que, Stephen van Haestregt no estuvo presente, sustituyéndolo temporalmente Mike Coolen (Brotherhood Foundation, Daybroke). En este mismo año lanzaron An Acoustic Night At The Theatre, un álbum que contiene varios de sus éxitos en versiones acústicas y un tema inédito llamado «Utopia» que cuenta con la participación del cantante Chris Jones.

### The Unforgiving(2011–2012)

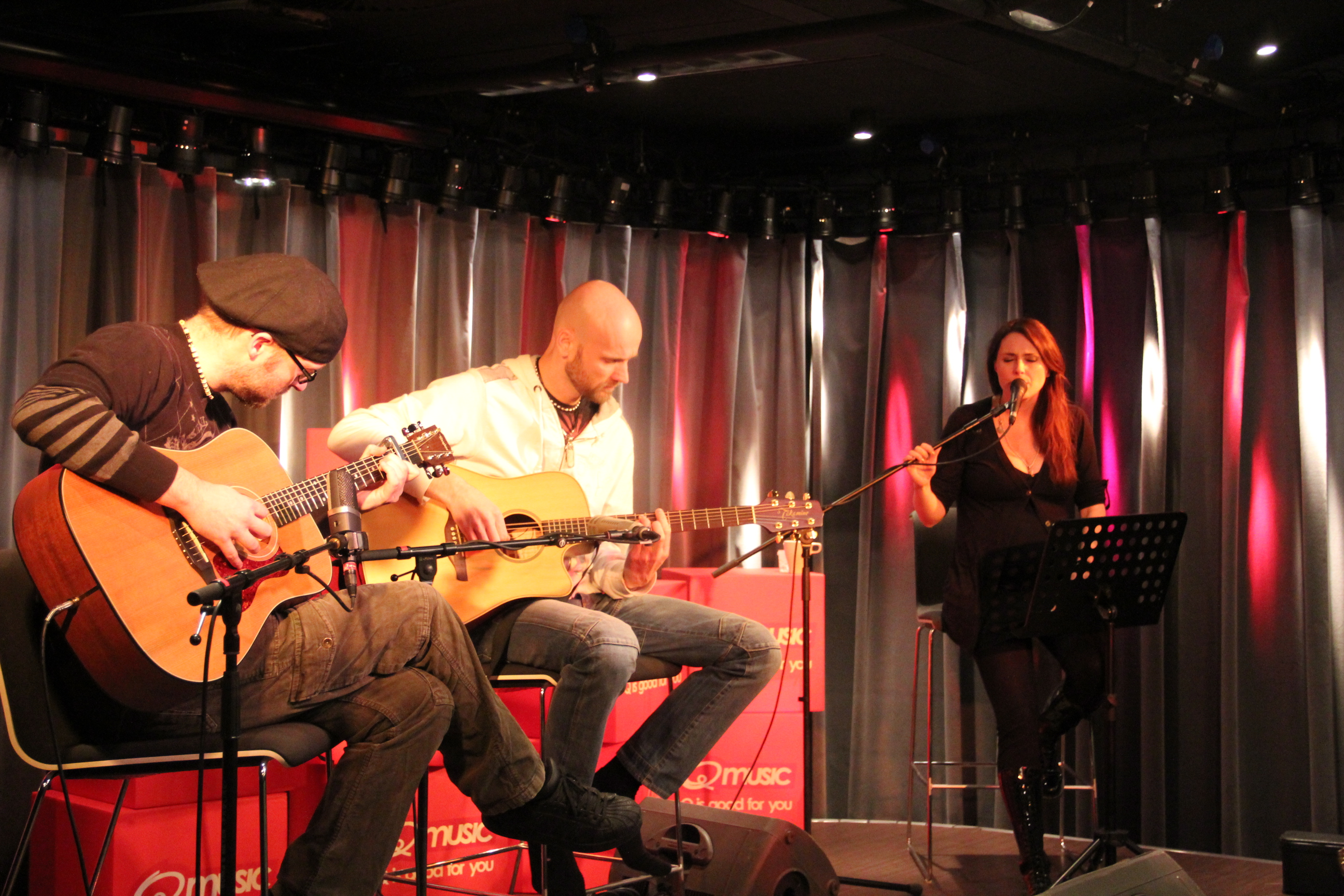
Miembro de Within Temptation en los estudios Q Music.

La primera mención para el nuevo álbum fue en octubre de 2008, cuando la banda estaba terminando su gira de The Heart of Everything. En un principio el álbum se iba a proponer como banda sonora de una película, sin embargo una película puede retrasar su salida lo cual podría retrasar a su vez la del álbum. La cantante Sharon den Adel dijo en una entrevista:

Lo que sucedió es que queríamos escribir el soundtrack para una película. Estábamos buscando una buena película, con una buena historia y todas tenían diferentes fechas de estreno. Si algo sale mal, una película puede ser pospuesta fácilmente para el año siguiente, y no podíamos correr ese riesgo, si no también teníamos que posponer nuestro álbum. Entonces, decidimos tomar cartas en el asunto.

Por lo tanto, la banda decidió crear su propia historia así que acudieron con el escritor de Chronicles of Spellborn, a quien conocieron tras haber trabajado en la canción The Howling para promover dicho videojuego, y este invitó a Steven O'Connell para que se integrara al proyecto. Al principio O'Conell le propuso a la banda una historia más fantástica, con zombis, pero que no convenció a Within Temptation, ya que ellos buscaban algo más maduro y misterioso. Entonces le hablaron sobre qué clase de películas y libros les gustaban. Sobre la base de eso, se le ocurrió una historia acerca de personas que han hecho las cosas mal pero no porque sean malas, sino porque tomaron malas decisiones.Durante el proceso de creación, la banda también fue aportando sus propias ideas: en un primer momento el personaje de Sinéad fue llamado "Maya", una mujer de Sudamérica, pero cuando la música para Sinéad estuvo terminada, sintieron que ese nombre no encajaba, entonces le preguntaron a Steven si podían cambiar su nombre, a lo que él respondió: Bien, esa es una buena idea ¡Vamos a devolverla a Dublín! Cuando se filmaron los tres cortometrajes y vídeos musicales: Mother Maiden (Faster), Sinéad y Triplets  (Shot in the Dark), la banda decidió enfocarse más en las historias que en las partes donde aparecería el grupo:

Queríamos gastar todo el dinero en las grabaciones. Tienes un presupuesto y tenía que tomar decisiones y  para ser honestos MTV y todo lo que es similar no son tan importantes, como lo eran antes. Y cuando estás haciendo un video musical, siempre dicen no puedes mostrar sangre, ni usar armas de fuegos y nosotros queríamos mostrar de todo: sangre, armas de fuego… de todo! (risas).

El álbum fue planeado originalmente para ser grabado en 2009, pero se retrasó por el nacimiento del segundo hijo de la vocalista Sharon den Adel y el guitarrista Robert Westerholt. En una entrevista para Metal-Ways en Appelpop 2008, Westerholt declaró sobre el álbum:
En el segundo semestre de 2010 la banda comenzó las grabaciones de su nuevo álbum con el baterista sueco Nicka Hellenberg, en febrero de 2011 Mike Coolen se convirtió en el baterista oficial de la banda. El  álbum, titulado The Unforgiving, fue lanzado el 25 de marzo de 2011 junto con una serie de cómics y una serie de tres cortometrajes, para abarcar el concepto de las historias y coincidió con el nacimiento del tercer hijo de la cantante Sharon den Adel. Este es el primer álbum conceptual del grupo. El disco ha tenido tanto éxito y críticas que la misma banda lo llamó «una verdadera obra maestra, un gran estilo y un sonido épico». The Unforgiving vendió más de 100.000 copias en las primeras dos semanas de su lanzamiento. Los tres sencillos del álbum fueron «Faster», «Sinéad» y «Shot in the Dark», que fueron lanzados como vídeos promocionales y también fueron reproducidos en las radios locales. «Faster» fue estrenada a través de la estación 96.3 Rock Radio, también a través del canal de Youtube de la banda. El vídeo musical del sencillo fue lanzado oficialmente el 31 de enero de 2011 junto con el cortometraje Mother Maiden. Sobre el sonido de la canción, que es similar al de Wicked Game de Chris Isaak, la vocalista Sharon den Adel dijo en una entrevista para el sitio metal-ways.com:

Si, tiene la misma atmósfera. Tiene acordes similares, casi los mismos, pero es diferente… Entonces, pensamos “Oh, hemos re-escrito Wicked Game” y después “No, el esquema de los acordes es diferente, no tenemos que preocuparnos. ¡Y es una canción original escrita por nosotros!” (Risas)" !Si!”.

Para promocionar el álbum, la banda realizó una gira internacional que comenzó en agosto de 2011 y terminó en noviembre de 2012. La banda anunció oficialmente un concierto muy especial llamado Elements. El concierto, con entradas agotadas, celebró el 15.º aniversario de la banda en el Sportpaleis de Bélgica. La banda estuvo acompañada por la Orquesta Il Novecentro y otros invitados especiales, como exmiembros de la banda.

### Hydray las influencias variadas (2013-2016)

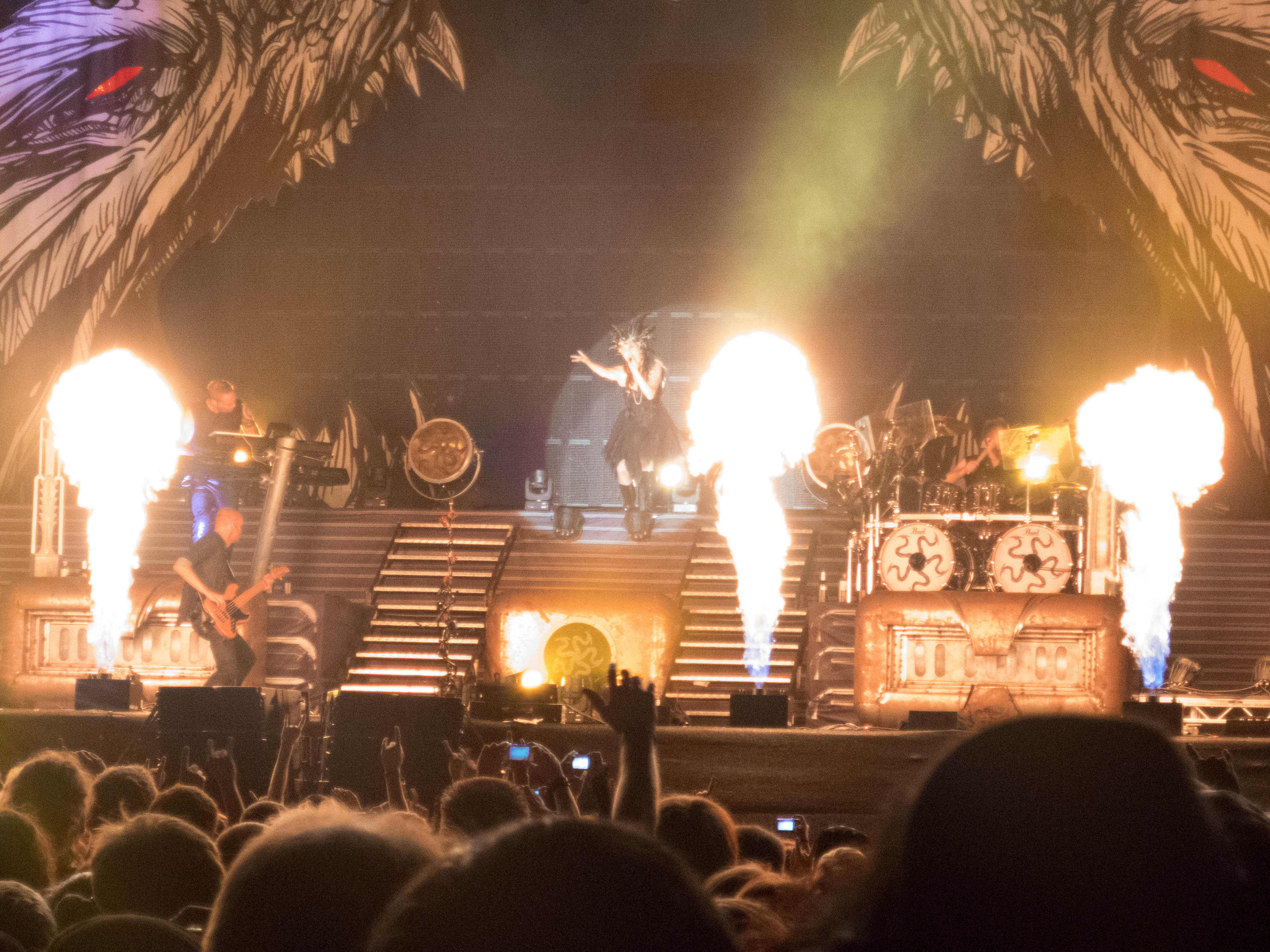
La banda en vivo en el M'era Luna Festival durante la
edición de 2014.

En noviembre de 2012 la banda festejó sus quince años con el proyecto Within Temptation Friday  en colaboración con la radio Q-Music de Bélgica, el cual consistió en grabar cada viernes, un cover diferente de una canción famosa. Los covers comenzaron el viernes 7 de septiembre de 2012. Fueron quince covers en total, en conmemoración del aniversario de la banda; el último se publicó el 14 de diciembre de 2012, un mes después de su aniversario. El 19 de abril de 2013, 11 de las 15 versiones realizadas por la banda fueron lanzadas en un álbum de versiones titulado The Q-Music Sessions. El mismo día, la banda lanzó el video musical oficial de su versión de «Titanium». 
El proceso del sexto álbum de estudio comenzó en 2012, y en la primera mitad del año la banda tenía seis canciones ya escritas. El álbum fue programado para ser lanzado a nivel mundial en septiembre, por su nuevo sello BMG, y en los Países Bajos por Universal Music. Within Temptation también tuvo previsto presentarse en algunos festivales de verano como Nova Roca, Gateway rock Festival y el Greenfield Festival. La banda también lanzó un álbum de covers en el 19 de abril, titulado The Q-Music Sessions, con un contenido de 11 de las 15 canciones hechas por la banda en la radio belga Q-music, todas ellas consisten en éxitos realizados al estilo de Within Temptation. El mismo día publicaron el vídeo musical de «Titanium», de David Guetta. El 16 de junio Within Temptation grabó el primer vídeo musical para el nuevo álbum. Durante una serie de declaraciones sobre el progreso de la grabación del álbum, Westerholt declaró que ejerció su voz gutural en el álbum. Para mitad de mayo, el bajista Jeroen van Veen fue al estudio para grabar las partes de bajos para las primeras cinco canciones. El 12 de julio la banda publicó un adelanto sobre el álbum sin datos relevantes. Al mes siguiente anunciaron el título del primer sencillo «Paradise (What About Us?)», también un adelanto que revela algunas letras y un solo de guitarra a la espera del lanzamiento. La banda finalmente consiguió un acuerdo en América del Norte al firmar con Nuclear Blast y sobre este acuerdo el presidente de la compañía Monte Conner afirmó que «hay muy pocas bandas cuyo género esté continuamente a un nivel tan alto como Within Temptation. Es por eso que tienen admiradores tan fieles. Estoy encantado de que eligieran a Nuclear Blast Entertainment como su socio en Estados Unidos. Sus seguidores van a encontrarse con una agradable sorpresa a finales de año». También lograron firmar un acuerdo de licencia con Dramático para el lanzamiento del álbum en el Reino Unido.
El 30 de agosto se anunció que el primer sencillo, «Paradise (What About Us)», sería lanzado como un EP con tres canciones del próximo álbum en su forma de demostración, siendo estos «Let Us Burn», «Silver Moonlight» y «Dog Days». Al anunciarlo, den Adel, dijo: «Para el lanzamiento de estas demos queremos invitar a los fans a nuestra casa de estudio y mostrar cómo componemos las canciones en la fase inicial de creación del nuevo álbum. Estas versiones de demostración están lejos de su sonido final, pero darán una idea de lo que estamos trabajando. Será fascinante escuchar cómo el resultado final va a ser, una vez que se haya lanzado el álbum». El 13 de septiembre, el grupo anunció oficialmente a Tarja Turunen como vocalista invitada en la canción. El EP salió a la venta el 27 de septiembre. El segundo sencillo promocional, «Dangerous» salió a la luz el 20 de diciembre y cuenta con el excantante de Killswitch Engage, Howard Jones. Hydra fue finalmente lanzado el 31 de enero de 2014, en Europa el 4 de febrero en América del Norte y Reino Unido.
El álbum debutó en el número seis en las listas del Reino Unido el 9 de febrero de 2014, lo que convierte a Hydra a la posición más alta de la banda en ese país, en comparación con The Unforgiving en el puesto veintitrés. En los Países Bajos, Hydra también regresó a la primera posición en las listas de éxitos desde el lanzamiento de The Heart of Everything en 2007, aunque el pico de posición en The Unforgiving era el número dos. El álbum también alcanzó la posición número uno en la gráfica de República Checa. También fue el primero en entrar en el Billboard 200 de los Estados Unidos en el puesto veinte. Hydra vendió 15 000 copias en la primera semana de lanzamiento, una posición mucho mejor que su antecesor The Unforgiving. Hydra también alcanzó las posiciones más alta en Austria, Francia, Alemania; y Suiza.
La banda se embarcó en su Hydra World Tour, que originalmente estaba planeado para comenzar en enero de 2014, pero luego fue pospuesto para que la banda pudiera pulir más las canciones antes de lanzar el álbum y tuvo un show de prueba en el Effenaar, en Eindhoven, NL, en el que se agotaron las entradas el mismo día que se pusieron a la venta. El primer show oficial ocurrió el 26 de febrero, en Helsinki, Finlandia, y la gira por estadios pasó principalmente en Europa, cubriendo algunos festivales de verano. Debido a la gran acogida de Hydra en Estados Unidos, la banda decidió volver a girar por Norteamérica, viajando de costa oeste a costa este y pasando por más de doce ciudades, siendo dos de ellas en Canadá y teniendo algunas salas con entradas agotadas. El 2 de mayo, la banda anunció a través de su página de Facebook que iban a grabar el concierto en el Heineken Music Hall de Ámsterdam, y la gran parte del concierto apareció más tarde en el DVD Let Us Burn - Elements & Hydra Live In Concert  junto con algunas partes del show del 15 aniversario de Elements de la gira anterior. Al final de la etapa europea, la gira tuvo una asistencia de más de 120.000 personas.

### Resisty proyecto personal de den Adel (2017-2019)
El 3 de noviembre de 2017, la banda cambió su sitio web y redes sociales para mostrar un mensaje que anunciaba que pronto llegaría una declaración de Sharon den Adel. Una declaración en vídeo apareció 7 días después, en el que Sharon anunció un nuevo proyecto en solitario: "My Indigo". Durante este proceso, recuperó la inspiración para escribir nuevamente para la banda, y las canciones para un nuevo álbum de Within Temptation estaban en etapa de producción para publicarse en 2018.
A finales de noviembre, la banda anunció una gira europea para finales del año siguiente. A principios de diciembre, casi un año antes de la gira, ya se habían agotado las entradas para dos conciertos. La gira comenzó antes del lanzamiento del álbum. A finales de 2018, los medios holandeses informaron que la primera etapa europea de la gira tuvo una asistencia de 125.000 personas.
El álbum, titulado Resist, se anunció a través de la revista Metal Hammer para el 14 de diciembre de 2018, aunque unas semanas antes la banda anunció que la publicación del álbum se retrasaría hasta el 1 de febrero de 2019, fecha de su salida oficial.
Después del lanzamiento del álbum, la banda comenzó el The Resist Tour para realizar quince conciertos en América del Norte y luego embarcar en festivales de verano europeos. Durante la temporada de festivales de 2019, la banda fue programada por primera vez como uno de los cabezas de cartel del Graspop Metal Meeting, uno de los mayores festivales europeos de heavy metal.

### World Collide Tour,Bleed Outy salida de Spierenburg (2020- presente)

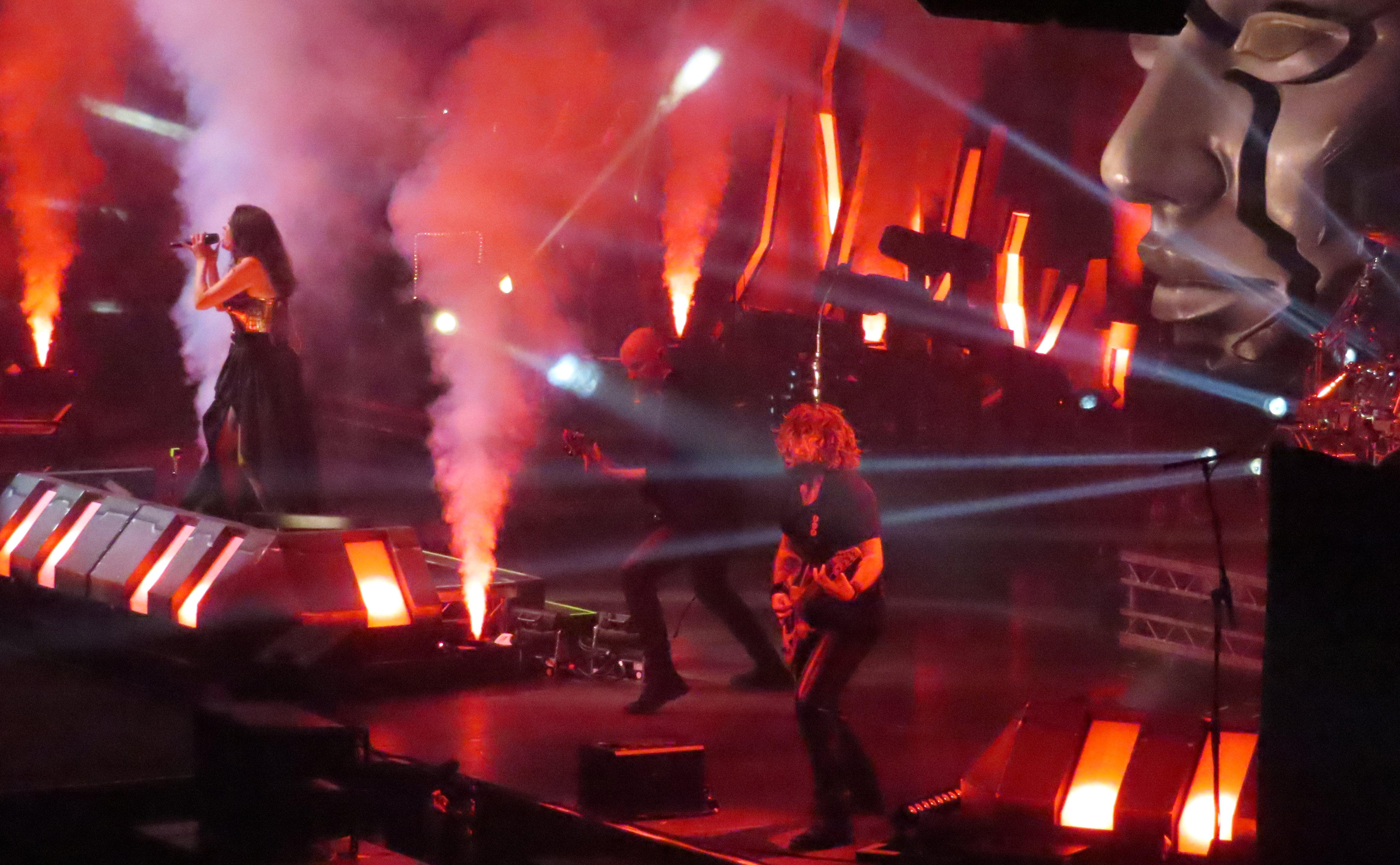
Within Temptation en vivo en The O2 Arena, en Londres 2022

El 17 de septiembre de 2019 la banda anunció el Worlds Collide Tour, una gira conjunta con Evanescence en abril y mayo de 2020. Debido a la pandemia del COVID-19, la gira fue pospuesta en un principio para septiembre de 2020 y posteriormente para septiembre de 2021.
El 30 de abril de 2020, la banda anunció el lanzamiento de un nuevo sencillo el 8 de mayo de 2020, "Entertain You", programado para formar parte del próximo álbum de estudio.
La banda también anunció el 1 de junio de 2021 que realizarían dos conciertos en realidad virtual el 15 y 16 de julio de 2021, titulados “The Aftermath”, en los que interpretaron una variedad de material antiguo y nuevo.
En una entrevista con Audio Ink Radio, la vocalista Sharon den Adel confirmó que la banda planea lanzar más música nueva en los próximos meses, declarando: “Solo hemos grabado dos canciones, y tenemos muchas demos, que están muy avanzadas, así que podemos terminarlas bastante rápido. Así que vamos a empezar con eso, vamos a convertir esas demos en canciones reales, el próximo año, también vamos a lanzar algunas canciones de nuevo. Habrá un álbum, pero el álbum aún no está completo, así que tenemos que empezar a escribir también algunas canciones nuevas adicionales para completar todo el álbum”.
El próximo lanzamiento musical de la banda se produjo en mayo de 2022 a partir de una colaboración con Asking Alexandria en una nueva versión de su canción "Faded Out" de See What's on the Inside. Esta nueva versión se lanzó junto con un video musical que presenta escenas promocionales que conducen al lanzamiento de la película The Retaliators. La canción también forma parte de su banda sonora oficial. El 27 de julio de 2022, den Adel confirmó en una entrevista que se espera que el nuevo álbum salga en 2023.
El 17 de agosto de 2023, simultáneamente con el lanzamiento del sencillo del mismo nombre, Within Temptation anunció su octavo álbum de estudio, Bleed Out, para ser lanzado el 20 de octubre de 2023.
El 9 de diciembre de 2024 después de más de 20 años en la agrupación el tecladista Spierenburg anuncia su salida de la banda.

## Estilo musical

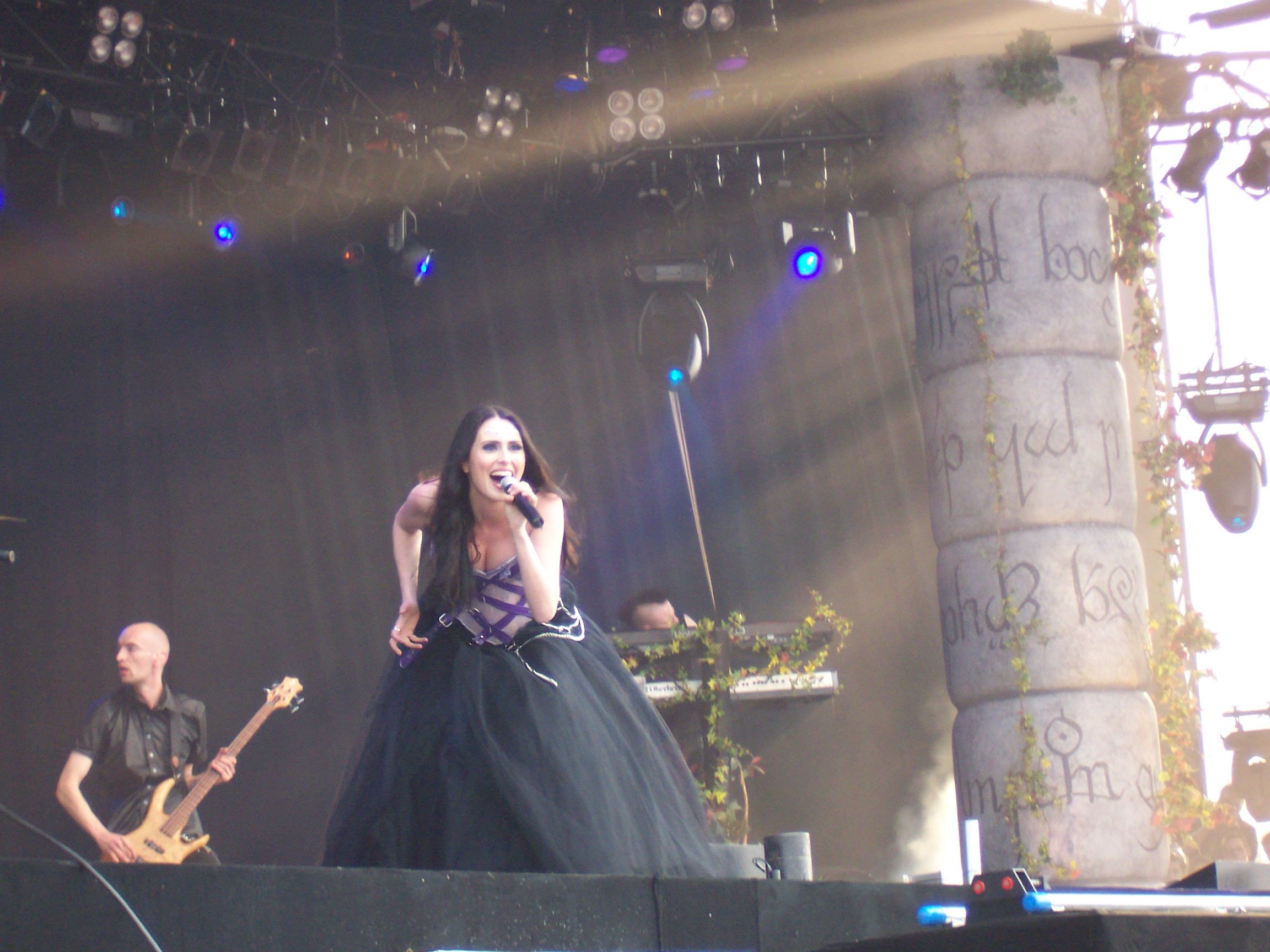
Por un tiempo, Within Temptation tenía una influencia de metal gótico eran parte de su sonido original, sobre todo en sus primeros álbumes de lanzamientos.

Con la llegada del álbum Enter (1997), los críticos de música lo han calificado como un subgénero del metal gótico, y dijeron al respecto: «la música es dolorosamente lenta y más deprimente que otras bandas de metal gótico como Theatre of Tragedy o Tristania». Además, algunos críticos apreciaron la composición y los riffs de guitarra fuertes, y elogiaron a Robert Westerholt y Sharon den Adel. El EP The Dance (1998) supuso «un paso importante en la carrera del grupo», que «presenta su madurez musical mediante la exploración de los parámetros de metal orquestal neo clásico».
El lanzamiento de Mother Earth (2000) representa un punto de inflexión en términos de estilo de la banda. Robert Westerholt dejó de ser la voz masculina y Sharon den Adel mantuvo su voz «angelical». Se hicieron cargo de las canciones melódicas, influencias celtas y de la música neofolk. La crítica, en portales de Internet, ha elogiado el disco y lo definió como «una nueva dimensión en términos de música metal», la herramienta utilizada para componer CD era el teclado, sus canciones son atmosféricas y cursis. El crítico Robert Taylor All Music Guide concluyó su revisión de esta manera:«Mother Earth es un álbum que señala nuevos estándares en la creatividad, musicalidad y gustos - no sólo en lo metal, sino también para cualquier otro tipo de género».
Teniendo como principal productor a Daniel Gibson, el álbum The Silent Force (2004) fue catalogado como «muy melódico, interesante y relajado», pero algunos críticos han condenado la decisión de adoptar un estilo más comercial: «A veces el disco suena como a Evanescence» y comentaron que «el vídeo de "Stand My Ground" se parece bastante al de "Bring Me To Life"». Sin embargo, algunos revisores alabaron comentando, respecto a efectos electrónicos introducidos: «el disco tiene un toque moderno más que Mother Earth».
Tras la publicación de The Heart of Everything se apreciaba la nueva dirección estilística del grupo y se dijo que era « un LP que contiene en general, una buena variedad de canciones, melodías y la interpretación vocal». Además, los editores del sitio web PopMatters, dijeron que The Heart of Everything es un fantástico álbum. El disco recibió elogios de uno de los editores de About.com, «tienen el equilibrio óptimo de la melodía y atracciòn del Rock, la profundidad y complejidad de la música clásica y el toque oscuro del gótico metal». Con la salida de The Unforgiving (2011) alguno críticos han notado un cambio en el estilo musical de la banda. A pesar de que el material ha recibido reacciones generalmente favorables, unos pocos revisores se han burlado del álbum, con títulos como «música del metal gótico combina la música de ABBA». Por otro lado hubo muchas opiniones de que el grupo aprecia el cambio de estilo, diciendo acerca de The Unforgiving que «tiene influencias de los años 80 y la música pop suena muy comercial». el crítico Trey Spencer concluyó el análisis de dicho material comentando «The Unforgiving es sin duda el álbum más ambicioso de Within Temptation y también uno de lo mejores de su carrera».
Luego de la salida de Hydra la banda fue nuevamente elogiada por los medios gráficos. La revista de música Reflections of Darkness le concedió diez puntos sobre diez, calificándolo como más «terrenal y moderno» que los trabajos anteriores, que proyectaban un ambiente de «romance celestial y frialdad». A la vez que comentaba las nuevas «influencias de moda» introducidas por los artistas invitados y otras tendencias musicales, la reseña concluía diciendo que «a pesar de todo, hay elementos de metal sinfónico y progresivos para aquellos que nunca se cansan de la perfección, que valoran la música de alta calidad y a los que la herencia clásica no les es ajena». El sitio web de rock británico Rock n Reel concedió al disco cuatro sobre cinco estrellas, señalando también la «mezcla de estilos» presentada, con una mención especial a la introducción de versos de rap en el tema «And we run» (un cruce, por tanto, de rap/nu metal), y comparando la colaboración con Xzibit con Linkin Park y Jay -Z, con el veredicto «funciona bastante bien» . Adicionalmente, el crítico describió el álbum como «lleno de sintetizadores, guitarras etéreas, excelentes coros y armonía» .
El álbum Resist (2019) ha sido explicado por Den Adel como una expresión de la música pop en conjunción y armonía con el género metal moderno.  El estilo de Resist fue creado a partir de melodías y sonidos pop que a los miembros de la banda le gustaban, logrando un disco de sonido potente  y fuerte. La temática de Resist ha sido publicitada como el mundo de hoy que corresponde al mundo futurista del pasado, con la penetración de la tecnología y prácticamente todos los ámbitos de la vida; el uso de la información, las fuerzas opresoras, la posverdad, el poder y la política constituyen el argumento general del concepto de Resist.

## Giras musicales
- Enter Tour (1997-1999)
- Mother Earth Tour (2000-2003)
- The Silent Force Tour (2004-2006)
- The Heart Of Everything World Tour (2007-2009) y Theater Tour (2010)
- The Unforgiving Tour (2011-2013)
- Hydra World Tour (2014)
- The Resist Tour (2018)
- Worlds Collide Tour (2022)
- Bleed Out Tour (2024-2025)

## Formación
Miembros

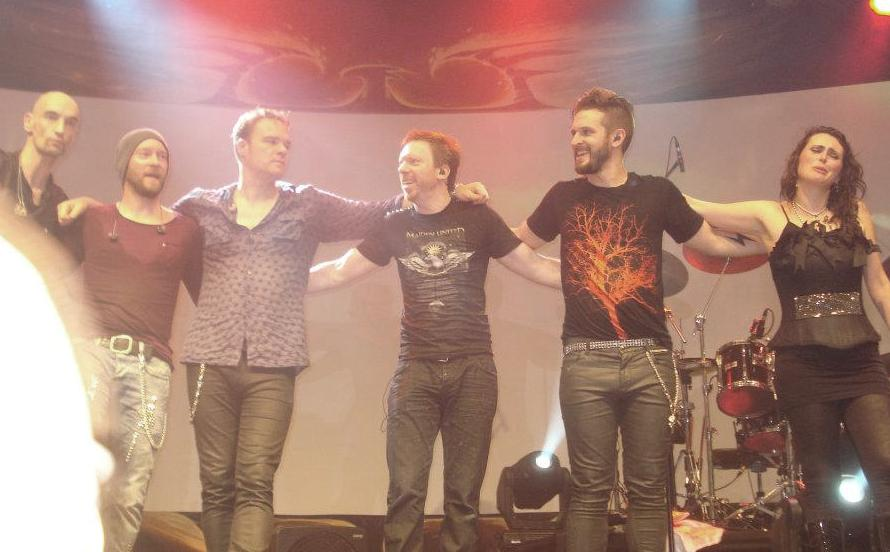
Within Temptation durante un concierto en vivo. Formanción de izquierda a derecha: van Veen, Jolie, Spierenburg, Coolen, Helleblad, den Adel.

- Sharon den Adel - Voces (1996–presente)
- Robert Westerholt - Guitarra (1996–presente ;estudio desde 2011)
- Jeroen van Veen - bajo (1996–presente)
- Ruud Jolie - Guitarra (2001–presente)
- Mike Coolen - Batería (2011–presente)
- Stefan Helleblad - Guitarra (en giras) (2011–presente)
- Vikram Shankar - teclados (2025-presente; en vivo 2025)

Músico de sesión
- Nicka Hellenberg – batería (2010- presente)

Exmiembros
- Martijn Spierenburg - Teclado (2001–2024)
- Stephen van Haestregt - Batería (2001-2010)
- Ciro Palma - Batería (1998-1999)
- David Martijn Westerholt - Teclado (1996-2001)
- Ivar de Graaf - Batería (1996-1999, 1999-2001)
- Michiel Papenhove - Guitarra (1996-2001)
- Jelle Bakker - Guitarra (2001)
- Dennis Leeflang - Batería (1996)
- Richard Willemse - Batería (1996)

## Discografía

### Álbumes de estudio
- Enter (1997)
- Mother Earth (2000)
- The Silent Force (2004)
- The Heart of Everything (2007)
- The Unforgiving (2011)
- Hydra (2014)
- Resist (2019)
- Bleed Out (2023)

### EP
- The Dance (1998)
- The Howling (2007)
- Paradise (What About Us?) (2013)
- The Aftermath (2022)

### Álbumes en vivo
- Mother Earth Tour (2003)
- The Silent Force Tour (2005)
- Black Symphony (2008)
- An Acoustic Night At The Theatre (2009)
- Let Us Burn - Elements & Hydra Live In Concert (2014)
- Worlds Collide Tour: Live in Ámsterdam (2024)

### Álbumes recopilatorios
- The Q-Music Sessions (2013)